# Onychopterocheilus atrohirtus
Onychopterocheilus atrohirtus är en stekelart som först beskrevs av Moravitz 1885.  Onychopterocheilus atrohirtus ingår i släktet Onychopterocheilus och familjen Eumenidae. Inga underarter finns listade i Catalogue of Life.